# 八達駅
八達駅（パルタルえき）は、大韓民国大邱広域市北区にある大邱交通公社（DTRO）3号線の駅である。駅番号は321。

## 駅構造
相対式ホーム2面2線の高架駅。
のりば
※のりば番号の設定は無し。
| 上り | ●大邱都市鉄道3号線 | 梅川市場・梅川・漆谷慶大病院方面 |
| 下り | ●大邱都市鉄道3号線 | 工団・万坪・龍池方面             |

## 駅周辺
- 大邱農水産物卸売市場
- 大邱八達初等学校
- 八達中学校
- 八達橋
- パルグム橋
- 梅川大橋
- 東洋自動車学校

## 歴史
- 2015年4月23日: 3号線の開業とともに開業。

## 隣の駅
大邱交通公社
●3号線
梅川市場駅 (320) - 八達駅 (321) - 工団駅 (322)